# Clóvis Simas
Clóvis Francisco Pinto Simas, noto semplicemente come Clóvis Simas (22 dicembre 1967), è un ex giocatore di calcio a 5 brasiliano, campione del mondo con la nazionale brasiliana nel 1996.

## Carriera
Utilizzato nel ruolo di pivot, Simas ha partecipato alla spedizione brasiliana al FIFA Futsal World Championship 1996 in Spagna dove i verdeoro si sono laureati campioni del mondo per la terza volta. Si tratta dell'unico campionato del mondo disputato dal calcettista.

## Palmarès
- Campionato mondiale: 1
Spagna 1996
- Coppa America: 1
São Leopoldo 1997